# NGC 1027
NGC 1027 est un amas ouvert situé dans la constellation de Cassiopée. 
Il a été découvert par l'astronome germano-britannique William Herschel en 1787. Il a probablement aussi été observé par l'astronome américain Edward Emerson Barnard et inscrit au catalogue IC plus tard sous la cote IC 1824. 
Selon la classification des amas ouverts de Robert Trumpler, NGC 1027 renferme moins de 50 étoiles (lettre p) dont la concentration est moyennement faible (III) et dont les magnitudes se répartissent sur un intervalle moyen (le chiffre 2).